# 長野県道387号清野篠ノ井停車場線
長野県道387号清野篠ノ井停車場線（ながのけんどう387ごう きよのしののいていしゃじょうせん）は、長野県長野市を走る一般県道。

## 概要

### 路線データ
- 起点：長野市松代町岩野（国道403号交点）
- 終点：しなの鉄道・信越本線・篠ノ井線 篠ノ井駅
- 実延長：2.7 km

### 主要構造物
- 岩野橋（いわのばし）
  - 全長：497 m
  - 長野市松代町岩野 - 篠ノ井横田間の千曲川に架かる橋梁。それまでの木橋に代わって、1972年（昭和47年）1月27日に永久橋として開通した。

## 重複区間
- 長野県道70号長野信州新線（御幣川交差点・御幣川五差路間）

## 交差・接続する道路
- （長野市松代町岩野付近＝起点）
  - 国道403号（谷街道）
- 御幣川横田交差点（長野市篠ノ井御幣川）
  - 国道18号（篠ノ井バイパス）
- 御幣川交差点（長野市篠ノ井御幣川）
  - 長野県道77号長野上田線
  - 長野県道70号長野信州新線 - ※重複区間ここから
- 御幣川五差路（長野市篠ノ井御幣川）
  - 長野県道70号長野信州新線 - ※重複区間ここまで
- 篠ノ井駅（長野市篠ノ井布施高田＝終点）
  - 長野県道385号松代篠ノ井線（篠ノ井駅前通り）

## 周辺
- 長野電鉄屋代線 岩野駅跡
- 長野俊英高等学校
- 長野市役所 篠ノ井支所
  - 長野市篠ノ井総合市民センター
- 長野市立南部図書館
- 篠ノ井駅